# HD 188753
HD 188753 ist ein Dreifach-Sternsystem im Sternbild Schwan, ca. 150 Lichtjahre von der Erde entfernt. Im Jahre 2005 wurde ein Planetenkandidat vorgestellt, welcher sich jedoch als Fehlinterpretation der Daten herausstellte.

## Vermeintlicher Exoplanet
Maciej Konacki et al. publizierten im Jahr 2005 die Entdeckung eines Exoplaneten um HD 188753 A mit einer Umlaufperiode von 80 Stunden und einer Mindestmasse von 1,1 Jupitermassen. Falls sich der Planet bestätigt hätte, hätte das Theorien zur Planetenbildung herausgefordert. Bereits im Jahr 2007 kam jedoch eine weitere Arbeit hinaus, die den Planeten infrage stellte. Auch spätere Untersuchungen konnten die Entdeckung nicht bestätigen und es gibt somit gegenwärtig keine Hinweise auf die Existenz eines Planeten in diesem System.